# Tiago Pinto
Tiago Miguel Baia Pinto, noto semplicemente come Tiago Pinto (Porto, 1º febbraio 1988), è un ex calciatore portoghese, di ruolo difensore.

## Biografia
È figlio del noto calciatore portoghese João Pinto.

## Carriera

### Club
Proveniente dalle giovanili del Benfica, cresce nello Sporting Lisbona, senza però riuscire a debuttare in prima squadra. Viene mandato in prestito all'Olivais in Segunda Divisão e poi al Trofense in Liga de Honra, dove colleziona buone prestazioni. Nell'estate 2009, rompe il contratto con lo Sporting e passa al Braga.
Al Braga diviene riserva, ma neanche qui riesce a scendere in campo, disputando solo la gara di Taça de Portugal vinta 4-1 contro il Leiria. Allora, nell'estate 2010, viene acquistato dal Rio Ave, squadra in cui debutta ufficialmente nella Primeira Liga nel pareggio per 0-0 in casa del Vitória Guimarães, subentrando nella ripresa al posto di Fábio Felício.
Dopo aver collezionato 49 presenze al Rio Ave, il giocatore si trasferisce in Spagna, in prestito al Deportivo La Coruña. Il 14 gennaio 2013 viene ufficializzato il suo passaggio in prestito al Racing Santander

### Nazionale
Tiago Pinto viene convocato dalla Nazionale Under-19, dove debutta il 4 ottobre 2006 in Portogallo-Lettonia, gara valida per le qualificazioni al campionato europeo di categoria. Viene inserito nella lista dei 23 convocati per l'europeo e successivamente viene convocato dalla Nazionale Under-20, dove colleziona sette presenze. Colleziona anche due presenze nella Nazionale Under-21, riuscendo a segnare il gol del definitivo 2-0 in amichevole contro la Svizzera.